# مسجد التوفيقي (حلوان)
الجامع التوفيقي ،المسجد التوفيقي أو مسجد التوفيقي هو أول مسجد بني بحلوان عام 19 رجب 1307 هـ / 10 مارس 1889، في عهد الخديوي توفيق وسمي باسميه، والذى لا يزال بحالته الأصلية حتي الآن.

## الموقع
يقع الجامع التوفيقي في شارع نوبار باشًا (شارع أحمد أنس حاليًا) غربا شارع منصور شرقا ،لاظوغلي (صالح صبحي حاليا) شمالاً، ويحده جنوبا مبنى ديوان تنظيم مدينة حلوان، بحلوان بمحافظة القاهرة.

## الخديوي توفيق

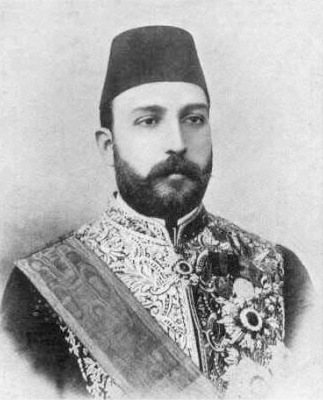
الخديوي توفيق

الخديوي توفيق (15 نوفمبر 1852 - 7 يناير 1892) ، سادس حكام مصر من الأسرة العلوية. وهو خديوي مصر والسودان خلال الأعوام 1879-1892م، ازدهرت في عهده بناء القصور، ألغى السخرة، وأمر بإصلاح المساجد والأوقاف الخيرية، وسمي المسجد باسمه.

## عمارة

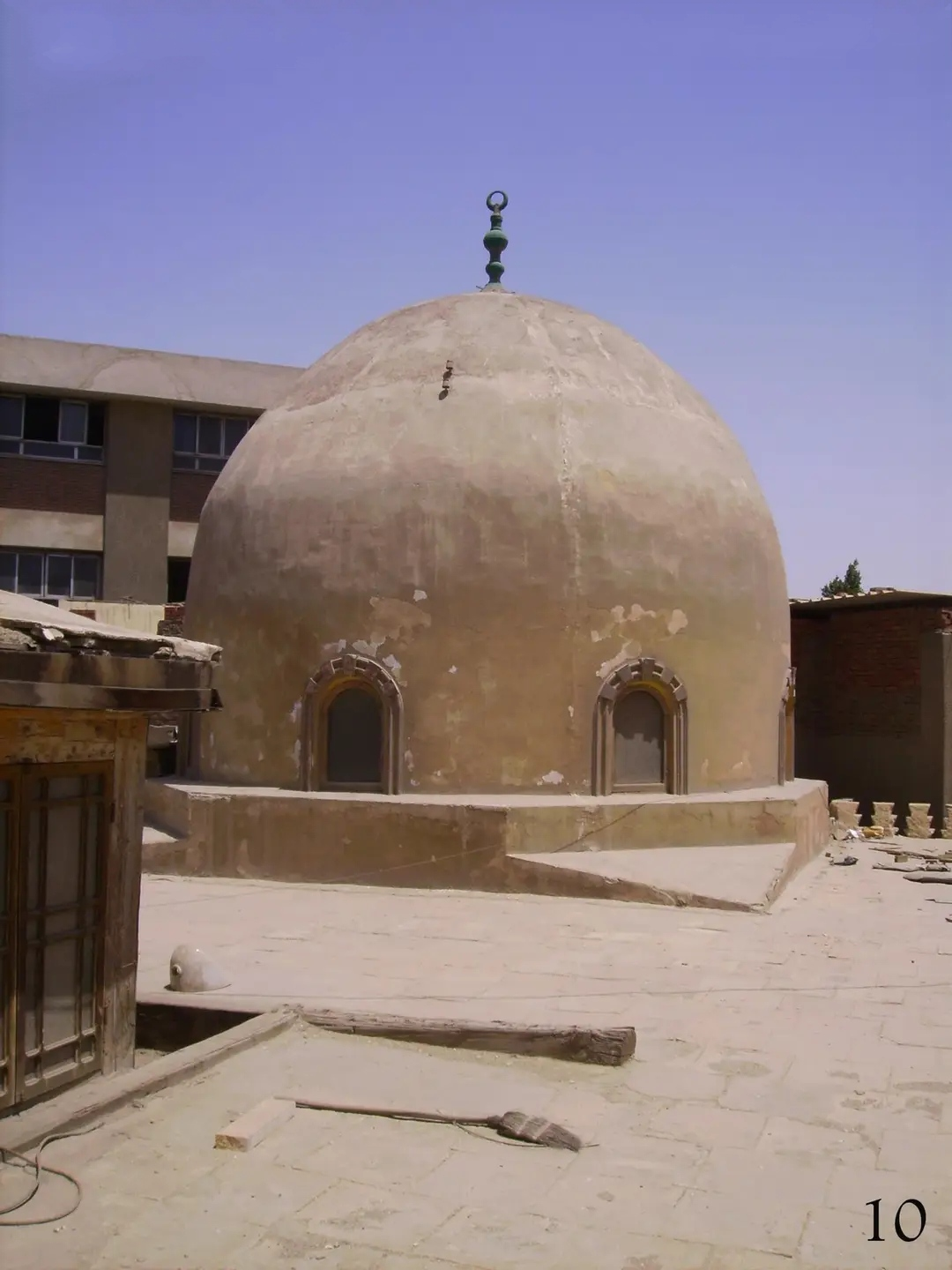
قبة المسجد 2019

الجامع التوفيقي من أقدم مساجد حلوان، وللمسجد مئذنة على الطراز العثماني (قمتها تشبه القلم الرصاص) ومنبر خشبي ودكة لقراءة سورة الكهف (مازالت موجود وغير مستعملة حاليا) وفي الركن الشمالي من الجدار البحري للمسجد دكة للمبلغ يصعد إليها بسلم وهى التي كانت لوقت قريب مكان صلاة النساء ويغطي المسجد سقف من الخشب النقي المدهون تتوسطه شخشيخة للإضاءة والتهوية، وألحق بالمسجد غرفة لخطيب المسجد ومصلى جانبي وحوض للوضوء يحتوي على 8 حنفيات نحاس أصفر و4 مراحيض ومغطس للاغتسال .
وزيادة في الأعمال الخيرية أضاف الخديوي توفيق للمسجد سبيل مياه بواجهته الغربية المطلة على شارعي أحمد أنسي وصالح صبحي ذو 3 شبابيك على كل شباك حوض وحنفية نحاس لملئه وجُعل مرتفعا ليكون بعيدا عن متناول الدواب فمن يريد الشرب يصعد إلى مصطبة ليصل للشبابيك، كما أنشأ الخديوي توفيق مكتب لتعليم أطفال الفقراء القرآن والقراءة والكتابة (كتّاب).
ولم يكتفي الخديوي توفيق بوقف جزء الأرض المتبقي للجامع عليه فقط ولكن أوقف على المسجد مساحة كبيرة من الأرض تبلغ حوالي 124 فدان منها 50 فدان ناحية حلوان و74 فدان جهة التبين.
ومن ضمن ما يتم توفيره من ريع الأوقاف ما يتطلب لجلب الماء للمسجد والسبيل، ومنه ثمن حصر وبسط وشمع وزيت وقود للإضاءة، كذلك مرتبات موظفين وخدم المسجد، ومن الأوقاف أيضا ما يلزم لقبول 50 تلميذاً بالمكتب من أبناء الفقراء لتعليمهم بالمجان وأن يشتري لكل تلميذ سنويا قميص ولباس وغزلية وطربوش أفرنكي بزر ومركوب أحمر على أن توزع عليهم في نهاية العام.
| مسجد التوفيقي (حلوان) | كتاب. | مسجد التوفيقي (حلوان) |

### هندسة
الجامع التوفيقي وحساب الجمل:-
تعكس الكتابات بالجامع التوفيقي مدى اهتمام أجدادنا في العصور الإسلامية بالفنون، فكل من مر على مسجد التوفيقي لاحظ وجود ثلاث نصوص تأسيسية للمسجد وملحقاته كل نص عبارة عن بيتين من الشعر يعطي معنى له علاقة بالمنشأة والمنشئ، وإذا جمعنا القيمة الرقمية لكل حرف من حروف الشطر الأخير منه تعطينا تاريخ إنشاء المسجد وملحقاته مما يدل على مدى براعة وتمكن الشعراء في تلك الفترة في انتقاء الكلمات بل والحروف، وتعرف هذه الطريقة في التاريخ باسم حساب الجمل
(عبارة عن جدول لترتيب الحروف أبجديا والقيمة الرقمية لكل حرف).
والحق أن التأريخ بحساب الجمل يعود إلى حضارات سابقة مثل العبرانيين والفرس والرومان واليونانيين ثم ظهر في الشعر العربي قبل الإسلام، ولكنه أصبح شائعا في القرن الثامن عشر الميلادي وأكثر منه الشعراء وجعلوه في كل مناسبة وتفننوا فيه.
ونصوص المسجد التوفيقي كالتالي:
النص الأول بأعلى المدخل الرئيسي للمسجد المطل على شارع صالح صبحي:
| مسجد التوفيقي (حلوان) | شاد البنا مليك مصر الأصفى توفيق باشا ذو العلى والسودد نور على نور بدا تاريخه أنشأ الخديو بديع أعلى مسجد | مسجد التوفيقي (حلوان) |

- أعلى الشباك الأوسط للمسجد

| مسجد التوفيقي (حلوان) | مصر قد أنشأ سبيلا زلال صفائه فيه الدواء شفى ظمأ الأنام فأرخوه سبيل ماؤه عذب شفاء. | مسجد التوفيقي (حلوان) |

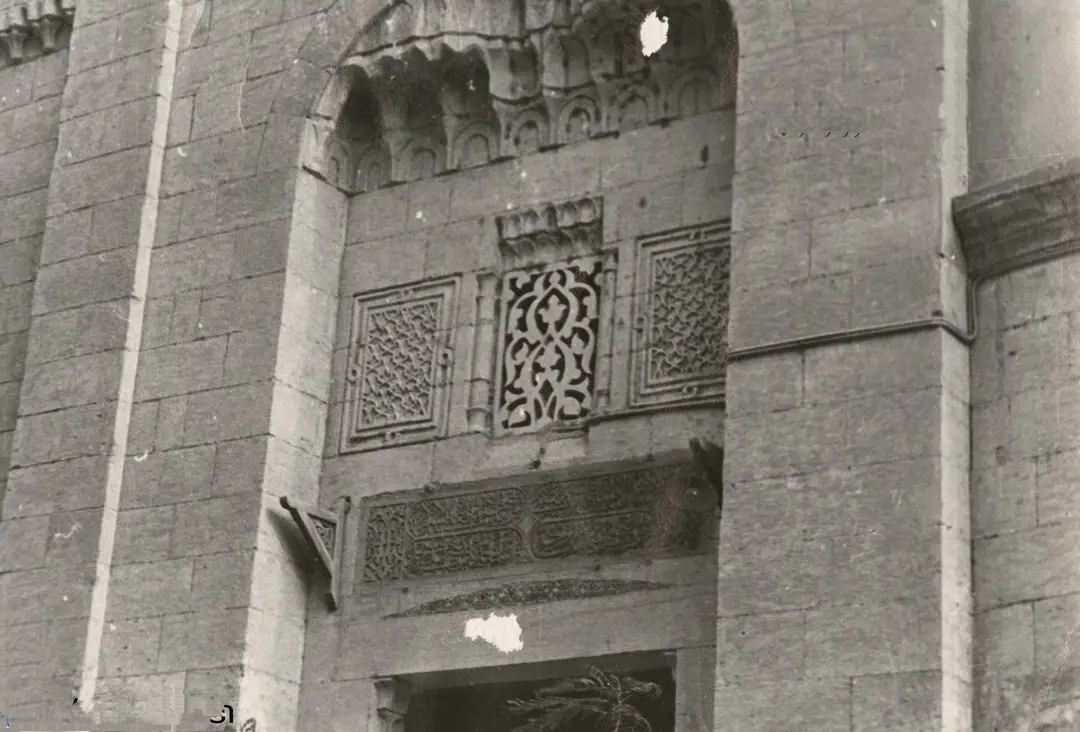

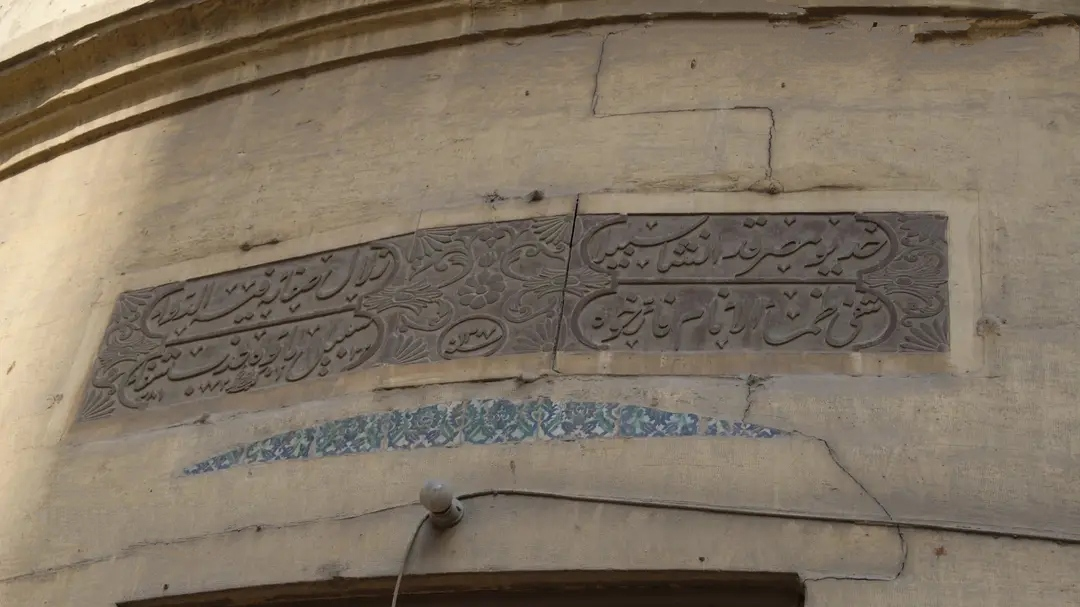

- أعلى مدخل الكتاب المطل على شارع أحمد أنس

| مسجد التوفيقي (حلوان) | بنى مكتب العرفان توفيق عصرنا وتوجه عزا بإحسان جوده ينادي لنا عز الفلاح مؤرخا لمكتب توفيق جمال سعوده. | مسجد التوفيقي (حلوان) |

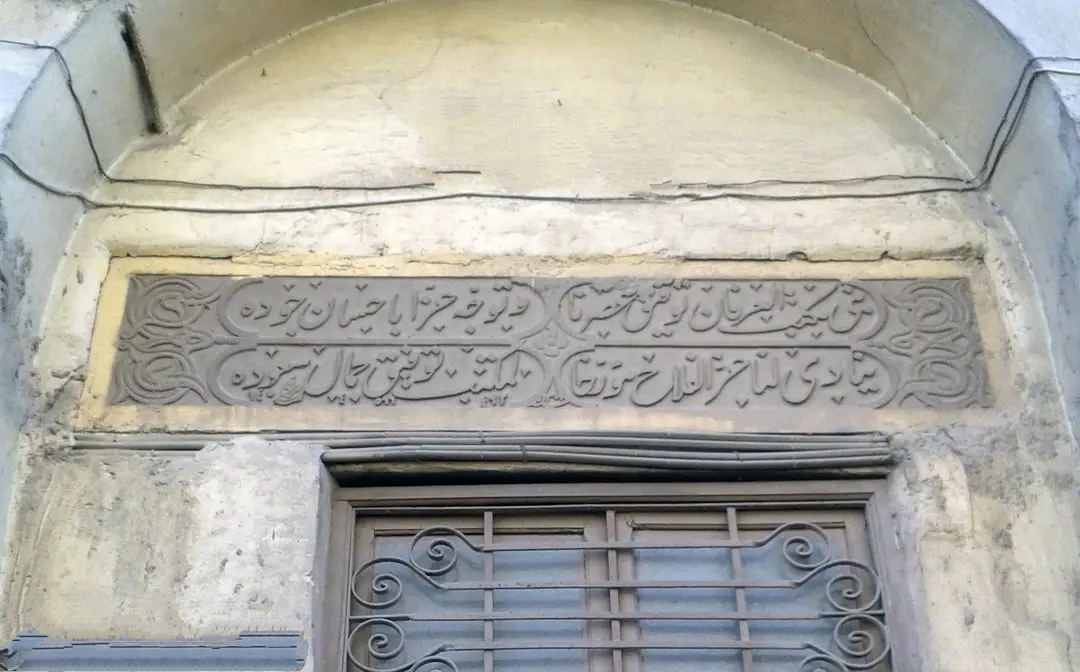

فإذا جمعنا حروف الشطر الأخير لكل نص، والذي سبقه كلمة تدل على التأريخ مثل "تاريخه" أو "فأرخوه" أو "مؤرخا":
- فأرخوه سبيل ماؤه عذب شفاء.
- أنشأ الخديو بديع أعلى مسجد.
- لمكتب توفيق جمال سعوده.

فيعطينا تاريخ بناء المسجد والسبيل والكتاب وهو سنة 1307 هـ (أي سنة 1889م).

## سجل في الآثار

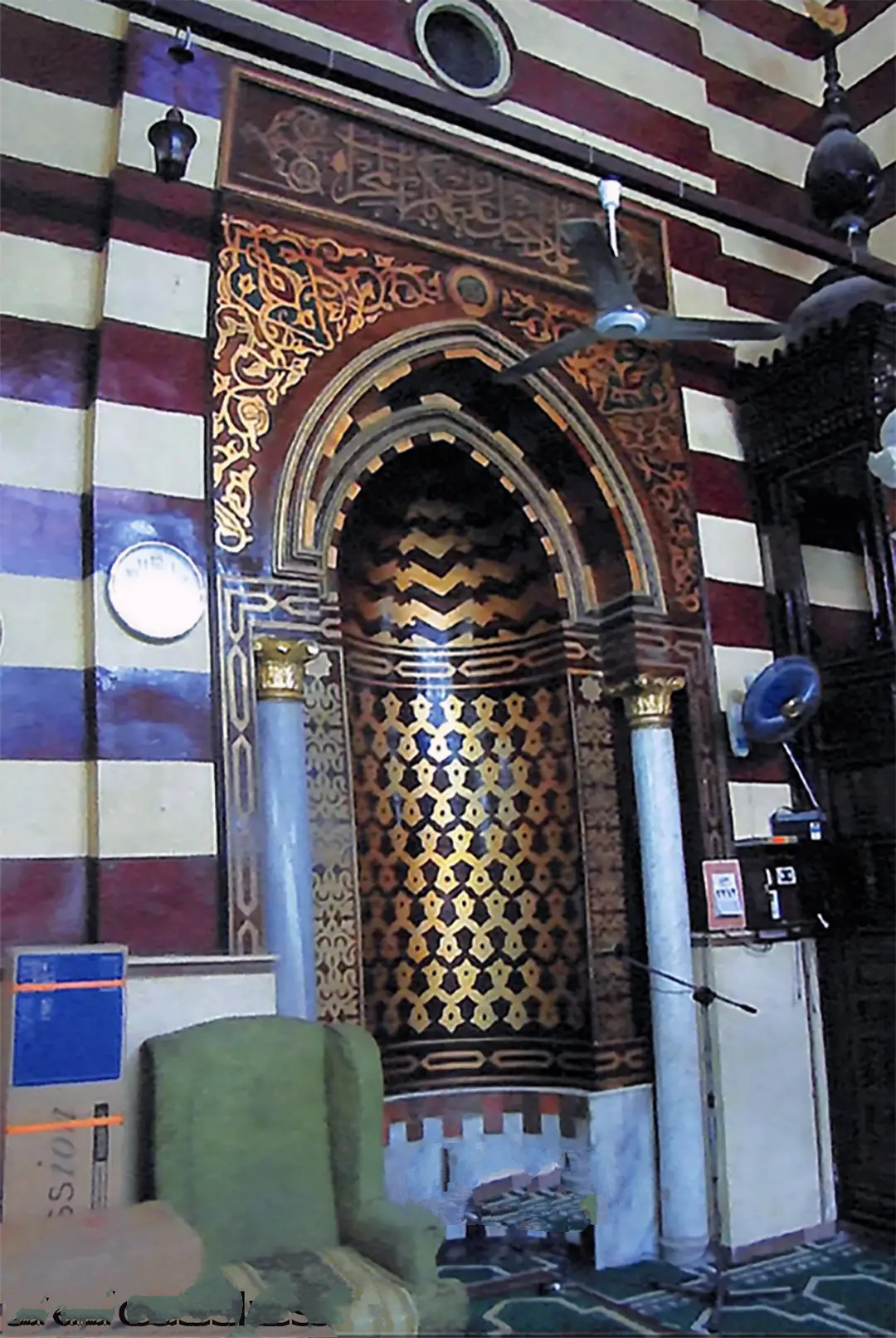
فن العمارة

أعلن المجلس الأعلى للآثار بإعداد ثلاث منشآت حضارية أثرية في حلوان لتسجيلها ضمن الآثار الإسلامية والقبطية. بعام 2016، والتي ترجع إلى أسرة محمد علي، كانت المنشآت التي من المقرر تسجيلها هي المسجد التوفيقي، والذي شيده الخديوي توفيق وفنادق: الحمامات الكبير، وهلتزيل، والكبير، وفندق جرند اوتيل ("مدرسة حلوان الثانوية بنات حاليا")، والتي شيدها الخديوي إسماعيل، وافتتحت رسميا في 1 نوفمبر 1874م إلى جانب حمامات حلوان الكبريتية، والتي شيدها الخديوي عباس حلمي الثاني في ديسمبر 1899م.

## سرقته
سرقت نجفة أثرية منه في عام 2019 ترجع إلى عهد الخديوى توفيق عام 1884، وكانت النجفة هدية منه، ويرجع ملابسات الحادث سيارة مجهولة توقفت أمام المسجد، ونزل منها أشخاص قاموا بالوقوف مع الحارس، وطلبوا منه أن يخرج تحقيق الشخصية الخاص به، ثم قاموا باصطحابه إلى منطقة بعيدة، فيما قام زملائهم بسرقة "النجفة" من داخل المسجد

## معرض صور

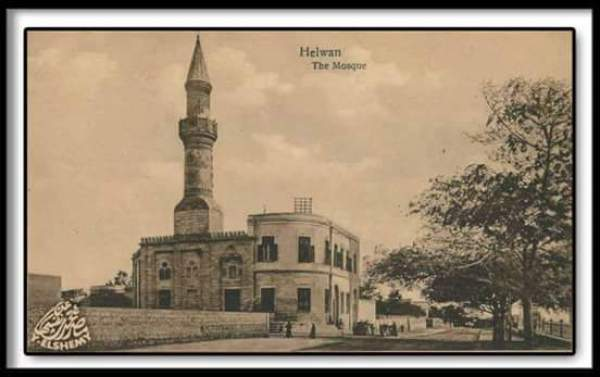
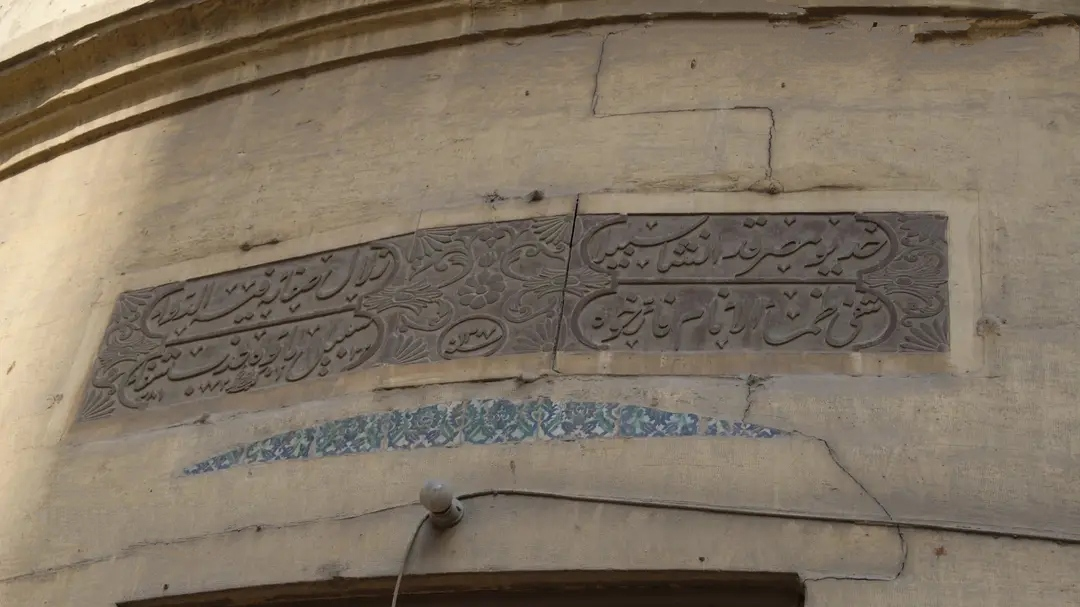
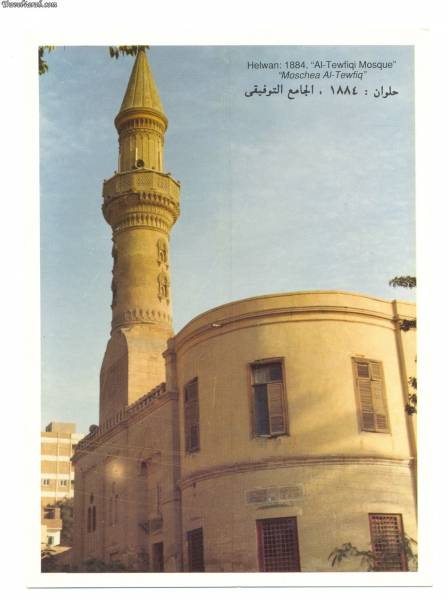
الجامع التوفيقي 1980
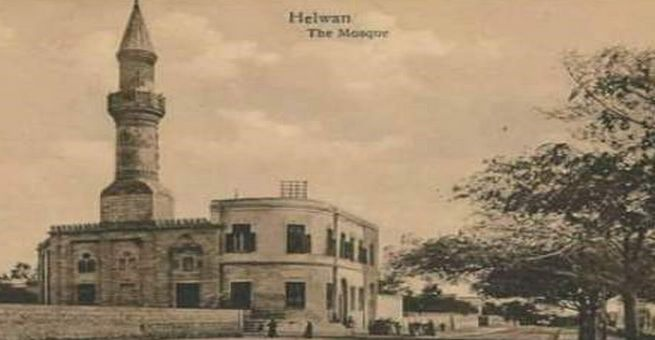
الجامع التوفيقي 1901م